# Farallon de Pajaros
Farallon de Pajaros (chamorro Uracas) är en ö i Nordmarianerna i västra Stilla havet.

## Geografi
Farallon de Pajaros är den nordligaste ön bland Nordmarianerna och ligger cirka 560 km norr om huvudön Saipan och cirka 765 km nordöst om Guam. Geografiskt ligger ön i Mikronesien och de geografiska koordinaterna är 20°33′ N och 144°54′ Ö.
Ön är av vulkaniskt ursprung och har en sammanlagd areal om ca 2,6 km² med en längd på ca 2 km och ca 1,5 km bred. Den högsta höjden är vulkanen Mount Uracas på ca 334 m ö.h.
Den obebodda ön är svårtillgänglig beroende på de branta kustklipporna.
Förvaltningsmässigt ingår Farallon de Pajaros i kommunen Northern Islands Municipality som omfattar alla öar norr om huvudön.

## Historia
Marianerna har troligen varit bebodd av polynesier sedan 1500-talet f Kr. Ögruppen upptäcktes av portugisiske Ferdinand Magellan i mars 1521 som då namngav öarna "Las Islas de Los Ladrones". Öarna hamnade 1667 under spansk överhöghet och döptes då om till "Islas de las Marianas".
Under första världskriget ockuperades området i oktober 1914 av Japan. Japan erhöll förvaltningsmandat över området av Nationernas förbund vid Versaillesfreden 1919. Marianerna ingick sedan i Japanska Stillahavsmandatet.
Farallon de Pajaros vulkaner har haft en rad utbrott i modern tid och det senaste utbrottet inträffade 1967.
Ön är numera naturskyddsområde och del i "Northern Island Wildlife Conservation Area" tillsammans med Asuncion Island, Guguan och Maug Islands.